# Área protegida municipal Bajo Paraguá
El Área Protegida Municipal Bajo Paraguá es un área protegida de Bolivia, ubicada en el municipio de San Ignacio de Velasco de la provincia Velasco, en el norte del departamento de Santa Cruz. Fue creada mediante la firma de una ley municipal el 12 de febrero de 2021, con el fin de conservar la biodiversidad biológica y cultural de los bosques amazónicos y chiquitanos. El área protegida tiene una superficie de 9830,06 km², similar a la superficie de Líbano, abarcando la ecorregión del Bosque Chiquitano con una temperatura media entre 24 y 25 °C. Dentro de su territorio habitan 4 comunidades indígenas, de las cuales tres son del pueblo chiquitano y una del pueblo guarasugwe.

## Historia
El 19 de septiembre de 1988 se creó la Reserva Forestal Bajo Paraguá (RFBP) mediante Decreto Supremo N.º 22024 en las provincias Velasco y Ñuflo de Chaves con una superficie aproximada de 1 352 785 ha (13 527.85 km²). Dentro de esta reserva forestal ha habido asentamientos irregulares de personas promovidos por el Instituto Nacional de Reforma Agraria (INRA) desde el año 2005. Debido a esto, en 2015 se realizaron dos eventos denominados 11.er y 2.º Encuentro Interinstitucional por la Protección y Conservación de la Reserva Forestal Bajo Paraguá en el municipio de San Ignacio de Velasco, con el fin de buscar mecanismos para proteger la RFBP.

## Geografía
El área protegida dentro del municipio de San Ignacio de Velasco, en la parte norte del departamento de Santa Cruz al noreste de Bolivia. El APM se encuentra a la misma vez totalmente dentro de la Reserva Forestal Bajo Paraguá (RFBP) Limita al este con el parque nacional Noel Kempff Mercado, al norte con tierras fiscales y propiedades tituladas, cerca al límite departamental con el departamento del Beni al oeste con el Parque natural municipal Bajo Paraguá-Concepción y el Área protegida municipal Copaibo, ambos en el municipio de Concepción en la provincia Ñuflo de Chaves, y al sur con más tierras fiscales y propiedades tituladas en el municipio de San Ignacio.
La zona presenta un relieve mayormente plano a ligeramente ondulado, con altitudes que varían entre los 155 y los 526 m s. n. m. (metros sobre el nivel del mar). Sin embargo, existen sectores considerados como llanura aluvial, especialmente próximos al río Paraguá. En el área existen también afloramientos rocosos, con pequeñas elevaciones de colinas y serranías del precámbrico.

## Amenazas
El APM Bajo Paraguá se encuentra amenazado por diferentes factores, entre los más importantes la deforestación, los asentamientos ilegales y los incendios. Entre marzo de 2020 y junio de 2021 se detectó, a través de la plataforma de monitoreo satelital Global Forest Watch, más de 698 000 alertas de deforestación. Según un informe publicado por la Fundación para la Conservación del Bosque Chiquitano (FCBC), desde fines de 2020 hasta mediados de 2021 se arrasaron 67 ha (hectáreas) dentro de la zona protegida. Según un representante de la FCBC, los invasores de Bajo Paraguá son parte de sindicatos campesinos afines al partido de gobierno, el Movimiento al Socialismo.